# Fjodor Joertsjichin
Fjodor Nikolajevitsj Joertsjichin (Russisch: Фёдор Николаевич Юрчихин) (Batoemi, Georgische SSR, 3 januari 1959) is een Russisch ruimtevaarder.
Zijn eerste ruimtevlucht was STS-112 naar het Internationaal ruimtestation ISS met de spaceshuttle Atlantis en vond plaats op 7 oktober 2002. Later volgde nog drie missies naar het ruimtestation ISS. In 2008 ontving hij de titel Held van de Russische Federatie en in 2003 de Orde van de Vriendschap voor zijn werk als kosmonaut.
Op 20 april 2017 vertrok Joertsjichin met de ruimtevlucht Sojoez MS-04 voor zijn 5e verblijf aan boord van het Internationaal ruimtestation ISS. Hij nam deel aan ISS-Expeditie 51 en ISS-Expeditie 52.